# Городские населённые пункты Тывы
В составе Тывы находятся  6 городских населённых пунктов, в том числе:
- 5 городов, среди которых выделяются:
  - 2 города республиканского значения (в списке выделен оранжевым цветом) — в рамках организации местного самоуправления образуют отдельные городские округа,
  - 3 города районного значения (кожуунного подчинения) — входят в районы (кожууны) — в рамках организации местного самоуправления входят в муниципальные районы,
- 1 посёлок городского типа (в списке выделен серым цветом)  — входит в район (кожуун) — в рамках организации местного самоуправления входит в муниципальный район.

## Список городов и пгт
| № | название   | район/ город республиканского значения | население (чел.) | основан | статус города/пгт | герб и название на тув.яз. |
| - | ---------- | -------------------------------------- | ---------------- | ------- | ----------------- | -------------------------- |
| 1 | Кызыл      | Кызыл, город                           | ↗131 981         | 1914    | 1914              | тув. Кызыл                 |
| 2 | Ак-Довурак | Ак-Довурак, город                      | ↘12 456          | 1964    | 1964              |                            |
| 3 | Шагонар    | Улуг-Хемский кожуун                    | ↗11 772          | 1888    | 1945              | тув. Шагаан-Арыг           |
| 4 | Чадан      | Дзун-Хемчикский кожуун                 | ↗9732            | 1873    | 1945              | тув. Чадаана               |
| 5 | Туран      | Пий-Хемский кожуун                     | ↗5044            | 1885    | 1945              |                            |
| 6 | Каа-Хем    | Кызылский кожуун                       | ↗19 686          | 1978    | 1978              |                            |

### Бывшие пгт
- Бай-Сют — пгт с 1945 года. Преобразован в сельский населённый пункт в 1958 году.
- Кызыл-Мажалык — пгт с 1959 года. Преобразован в сельский населённый пункт в 1996 году.
- Нарын — пгт с 1945 года. Упразднён в 1955 году.
- Харал — пгт с 1945 года. Преобразован в сельский населённый пункт в 1957 году.
- Хову-Аксы — пгт с 1956 года. Преобразован в сельский населённый пункт в 2005 году.
- Эми — пгт с 1945 года. Преобразован в сельский населённый пункт в 1956 году.